# Néons-sur-Creuse
Néons-sur-Creuse és un municipi francès, situat al departament de l'Indre i a la regió de Centre – Vall del Loira. L'any 2007 tenia 395 habitants.

## Demografia

### Població
El 2007 la població de fet de Néons-sur-Creuse era de 395 persones. Hi havia 168 famílies, de les quals 56 eren unipersonals (36 homes vivint sols i 20 dones vivint soles), 52 parelles sense fills, 48 parelles amb fills i 12 famílies monoparentals amb fills.
La població ha evolucionat segons el següent gràfic:
Habitants censats

### Habitatges
El 2007 hi havia 255 habitatges, 174 eren l'habitatge principal de la família, 63 eren segones residències i 18 estaven desocupats. 250 eren cases i 3 eren apartaments. Dels 174 habitatges principals, 148 estaven ocupats pels seus propietaris, 21 estaven llogats i ocupats pels llogaters i 5 estaven cedits a títol gratuït; 13 tenien dues cambres, 27 en tenien tres, 48 en tenien quatre i 86 en tenien cinc o més. 148 habitatges disposaven pel capbaix d'una plaça de pàrquing. A 78 habitatges hi havia un automòbil i a 80 n'hi havia dos o més.

### Piràmide de població
La piràmide de població per edats i sexe el 2009 era:
| Homes | Edats   | Dones |
| ----- | ------- | ----- |
| 0     | 95 o +  | 4     |
| 0     | 90 a 94 | 0     |
| 4     | 85 a 89 | 8     |
| 0     | 80 a 84 | 8     |
| 24    | 75 a 79 | 16    |
| 16    | 70 a 74 | 20    |
| 20    | 65 a 69 | 12    |
| 4     | 60 a 64 | 8     |
| 4     | 55 a 59 | 12    |
| 12    | 50 a 54 | 12    |
| 16    | 45 a 49 | 4     |
| 12    | 40 a 44 | 8     |
| 12    | 35 a 39 | 4     |
| 12    | 30 a 34 | 20    |
| 12    | 25 a 29 | 12    |
| 8     | 20 a 24 | 4     |
| 0     | 15 a 19 | 0     |
| 8     | 10 a 14 | 8     |
| 16    | 5 a 9   | 12    |
| 8     | 0 a 4   | 20    |

## Economia
El 2007 la població en edat de treballar era de 236 persones, 172 eren actives i 64 eren inactives. De les 172 persones actives 162 estaven ocupades (94 homes i 68 dones) i 10 estaven aturades (6 homes i 4 dones). De les 64 persones inactives 24 estaven jubilades, 20 estaven estudiant i 20 estaven classificades com a «altres inactius».

### Ingressos
El 2009 a Néons-sur-Creuse hi havia 172 unitats fiscals que integraven 383,5 persones, la mediana anual d'ingressos fiscals per persona era de 15.513 €.

### Activitats econòmiques
Dels 16  establiments que hi havia el 2007, 3 eren d'empreses de fabricació d'altres productes industrials, 2 d'empreses de construcció, 2 d'empreses de comerç i reparació d'automòbils, 1 d'una empresa de transport, 2 d'empreses d'hostatgeria i restauració, 1 d'una empresa financera, 1 d'una empresa immobiliària, 2 d'empreses de serveis i 2 d'empreses classificades com a «altres activitats de serveis».
Dels 4 establiments de servei als particulars que hi havia el 2009, 2 eren fusteries, 1 restaurant i 1 agència immobiliària.
L'any 2000 a Néons-sur-Creuse hi havia 20 explotacions agrícoles que ocupaven un total de 1.078 hectàrees.

## Poblacions més properes
El següent diagrama mostra les poblacions més properes.